# Буе (Ен)
Буе (фр. Boué) насеље је и општина у североисточној Француској у региону Пикардија, у департману Ен (Пикардија) која припада префектури Вервен.
По подацима из 2011. године у општини је живело 1276 становника, а густина насељености је износила 122,22 становника/km². Општина се простире на површини од 10,44 km². Налази се на средњој надморској висини од 149 метара (максималној 189 m, а минималној 140 m).

## Демографија
| 1962. | 1968. | 1975. | 1982. | 1990. | 1999. | 2011. |
| ----- | ----- | ----- | ----- | ----- | ----- | ----- |
| 1.076 | 1.224 | 1.493 | 1.455 | 1.369 | 1.288 | 1.276 |

График промене броја становника у току последњих година